# Gloxinieae
Gloxinieae es una tribu botánica perteneciente a la familia Gesneriaceae.

## Géneros
Tiene los siguientes géneros:
- Achimenes - Anodiscus  - Bellonia - Capanea  - Diastema - Eucodonia - Gloxinia - Gloxinella - Gloxiniopsis - Goyazia - Heppiella - Koellikeria - Kohleria - Lembocarpus - Mandirola - Monopyle - Moussonia - Niphaea - Nomopyle - Paliavana - Parakohleria - Pearcea - Phinaea - Seemannia - Sinningia - Solenophora - Smithiantha - Sphaerorrhiza  - Vanhouttea[1]